# Tetrathemis ruwensoriensis
Tetrathemis ruwensoriensis is een libellensoort uit de familie van de korenbouten (Libellulidae), onderorde echte libellen (Anisoptera).
De soort staat op de Rode Lijst van de IUCN als onzeker, beoordelingsjaar 2008.
De wetenschappelijke naam Tetrathemis ruwensoriensis is voor het eerst geldig gepubliceerd in 1941 door Fraser.